# 哈弗爾河
52°52′30″N 12°0′13″E / 52.87500°N 12.00361°E
哈弗尔河（德語：Havel，發音：[ˈhaːfl̩] ⓘ）是德意志联邦共和国东北部的河流，也是易北河右侧最长的支流，全长334公里，然而河流源头与河口之间的直线距离仅为94公里。哈弗尔河发源于梅克伦堡-前波美拉尼亚州，流经勃兰登堡州、柏林和萨克森-安哈尔特州，最终汇入勃兰登堡州与萨克森-安哈尔特州交界处的易北河，流域面积为24096平方千米。哈弗尔河大部分（285千米）位于勃兰登堡州境内，发源后先是流向东南，然后向南、向西，最后流向西北，源头与河口的高度差只有40.6米。哈弗尔河径流量为103立方米/秒，是易北河水量第三大的支流，仅次于伏尔塔瓦河（150立方米/秒）与萨勒河（117立方米/秒）。
哈弗尔河大部分河段均可通航，并由拦河堰和船闸调节水深与流向。尽管被改建为可供航行的水道，哈弗尔河仍具有很大的蓄水量，即使较长时间干旱也能维持水位，这得益于其流经的众多天然湖泊。哈弗尔河水位比较稳定，少有因为易北河洪水倒灌导致河流下游涨水的情况。
哈弗尔河最大的支流是施普雷河。施普雷河在两河交汇处径流量为38立方米/秒，是哈弗尔河（交汇处15立方米/秒）的两倍多，而且施普雷河总长380千米，也超过了哈弗尔河从源头到交汇处的长度（180千米）。

## 名称来源
哈弗尔河的名称可以追溯到早期斯拉夫人和日耳曼人民族大迁徙时期，是勃兰登堡州最古老的地理名称之一。一份公元798年的文献将该河流称作Habula或Haff，来源于原始日耳曼语中的Habula一词，在语源学角度与港口（Hafen）和泻湖（Haff）有关。日耳曼语言中词干“Haf”表示海湾或弧形，哈弗尔河蜿蜒曲折的特点也与其名称相吻合。另外，易北河斯拉夫部落斯托多兰尼人的名称Hevelli可能就来源于哈弗尔河的早期名称。

## 画廊

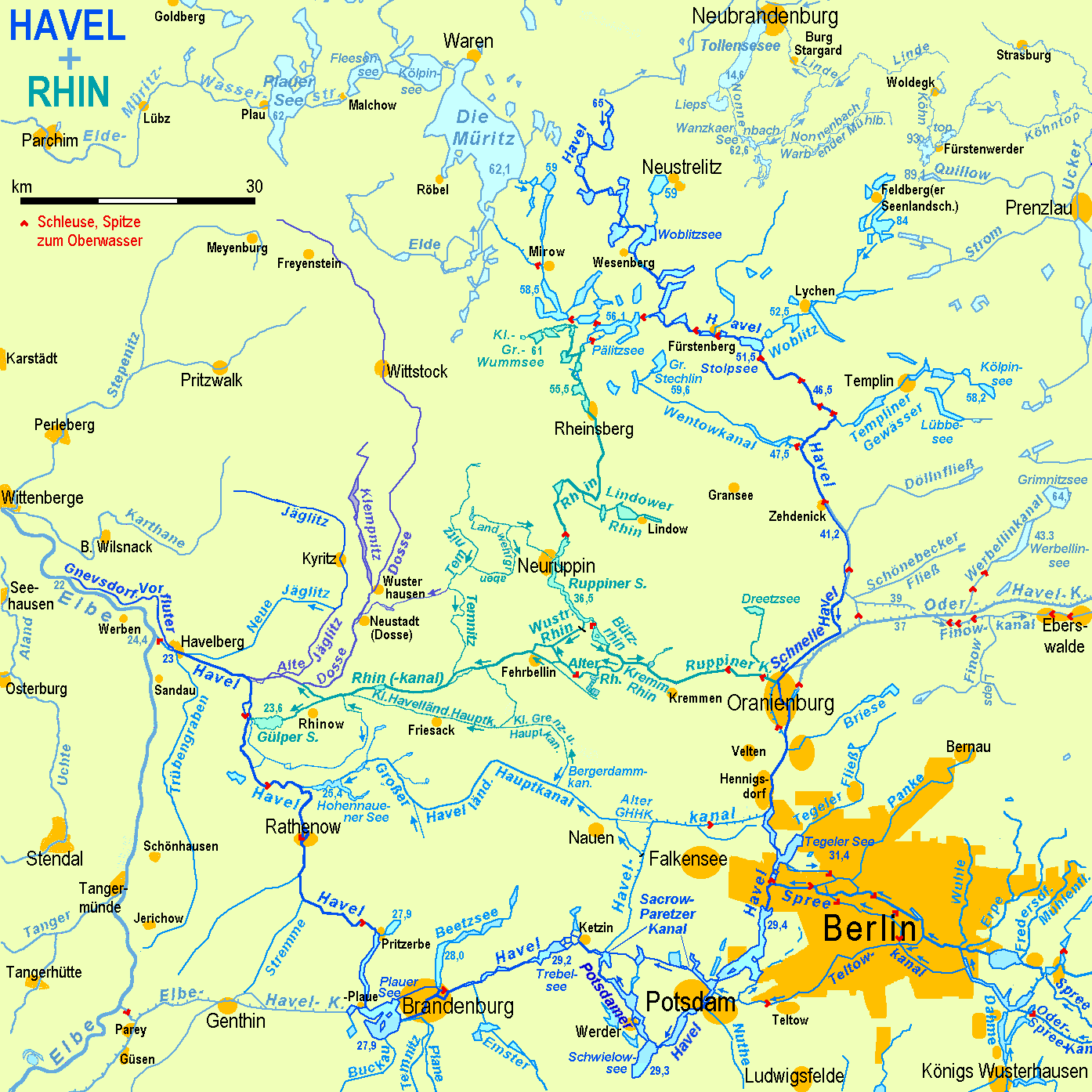
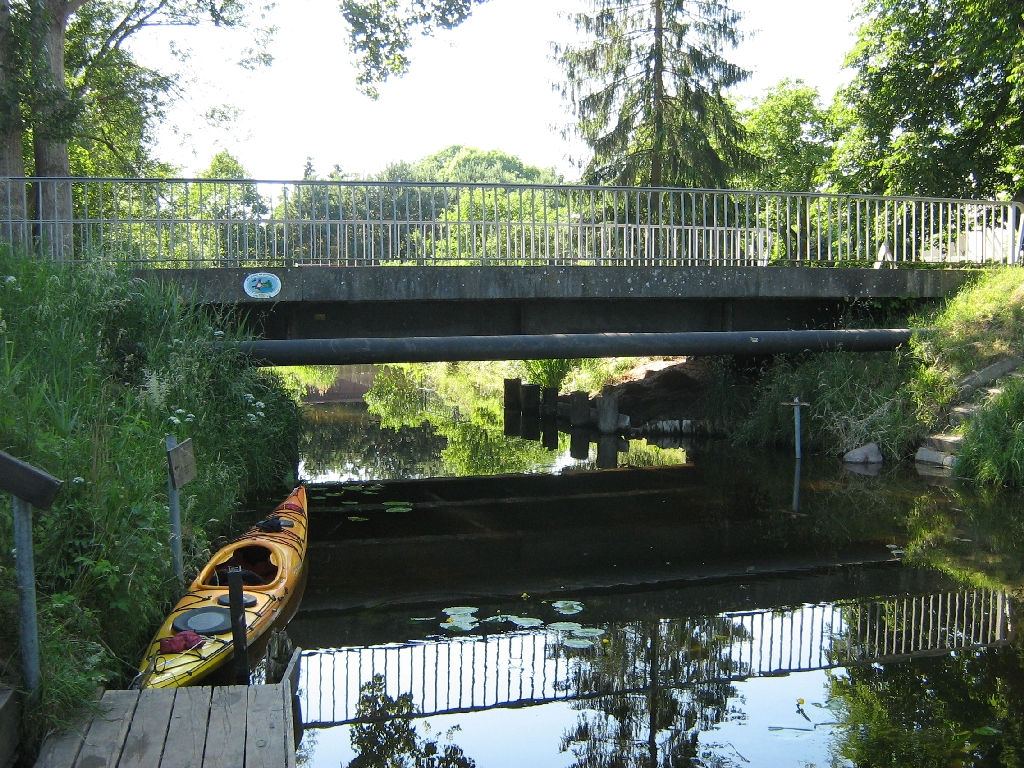
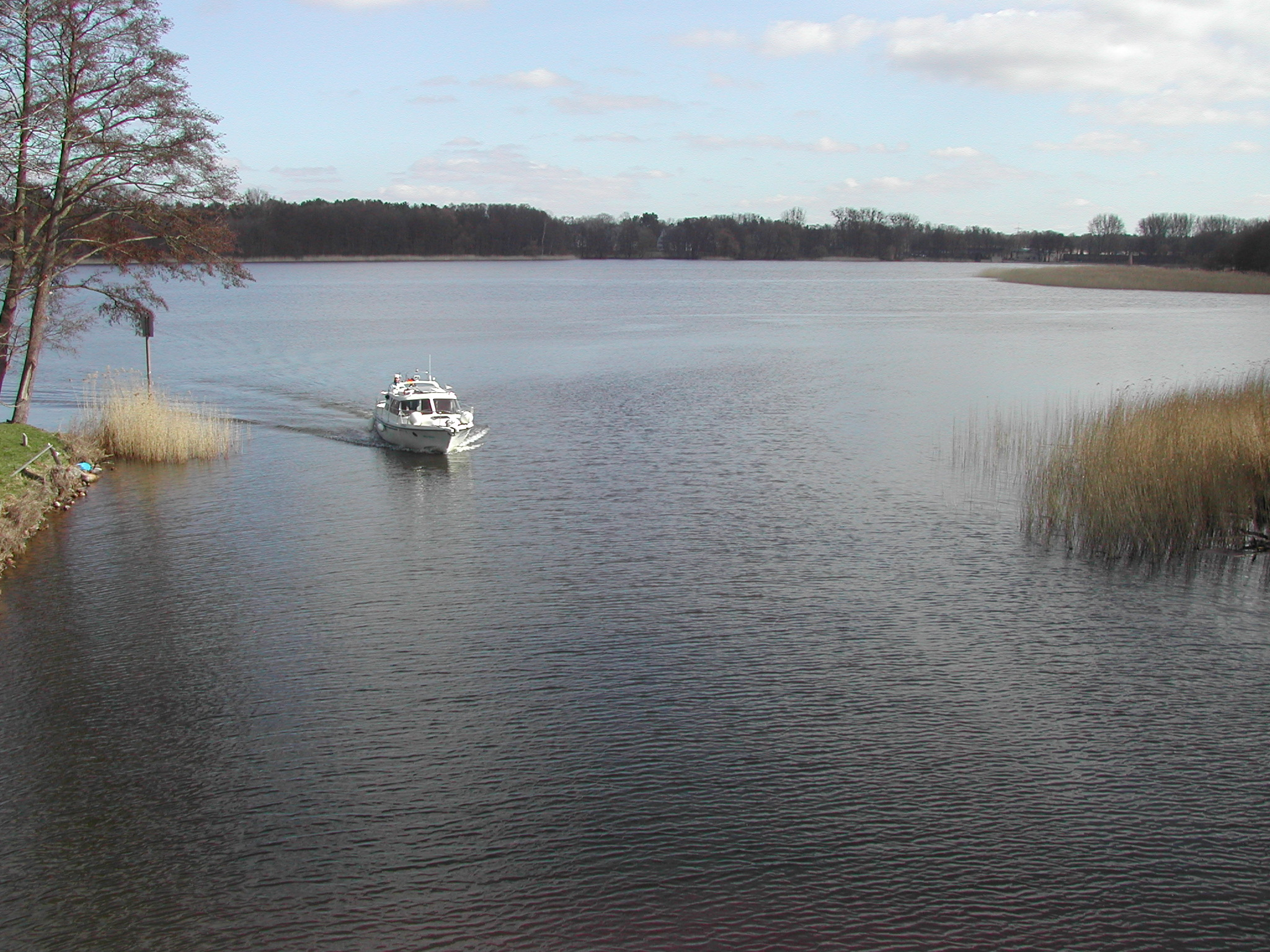
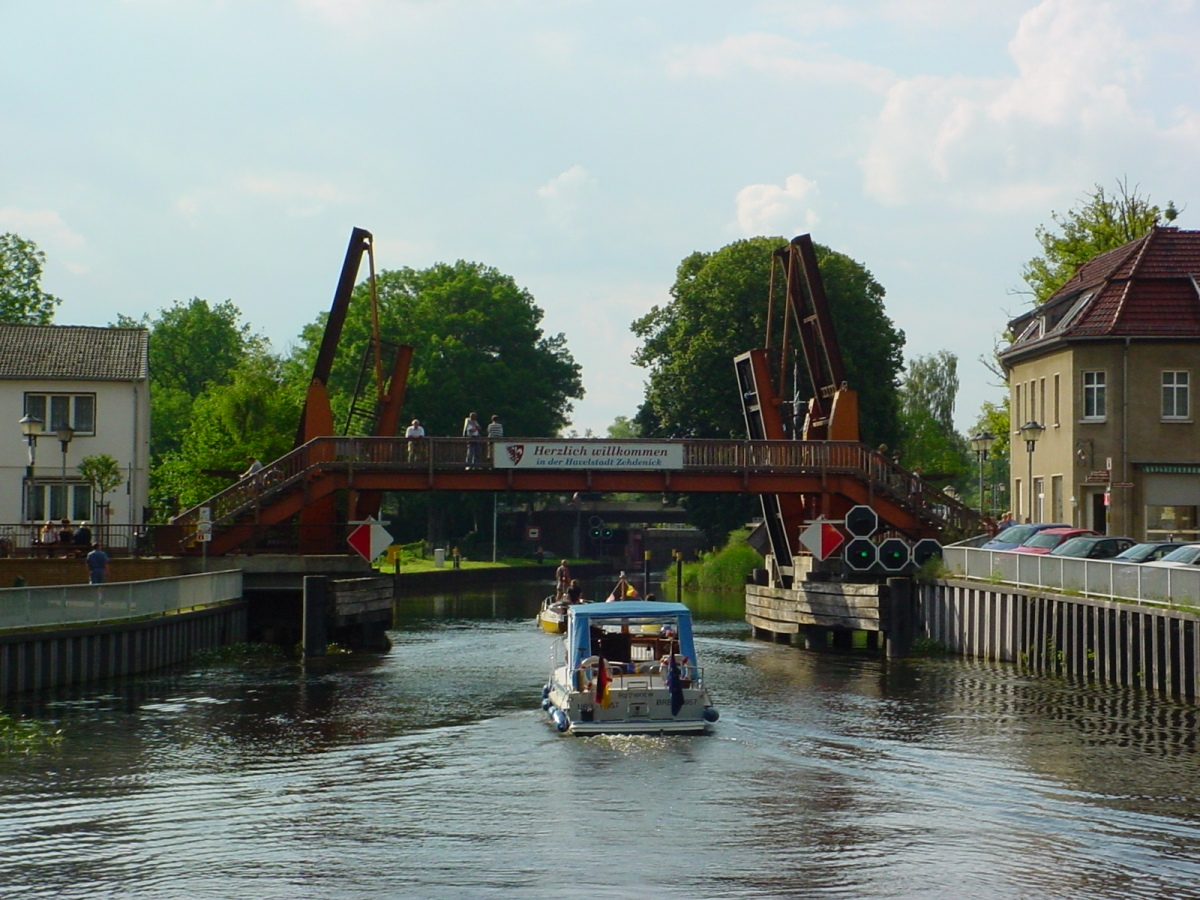
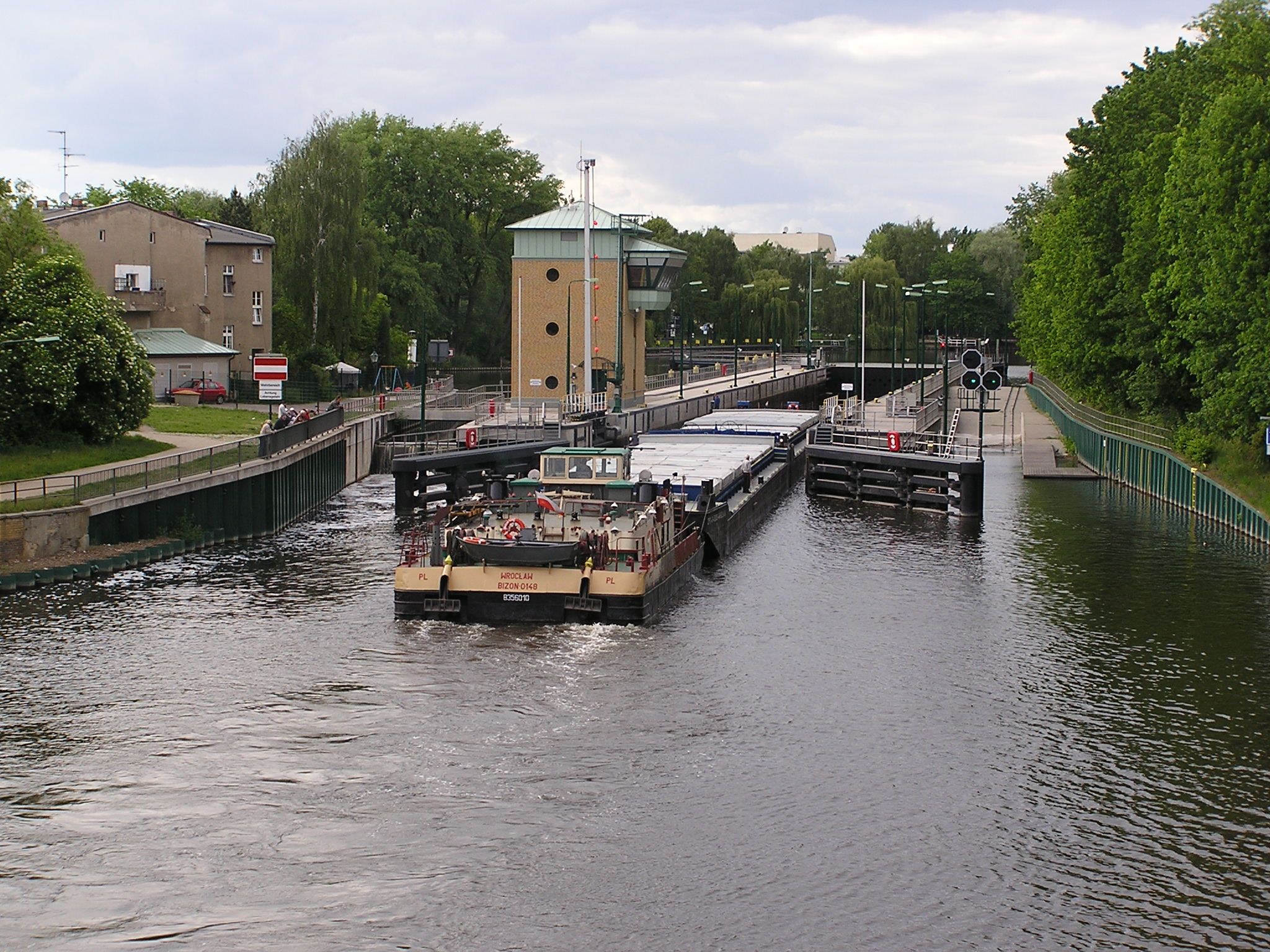
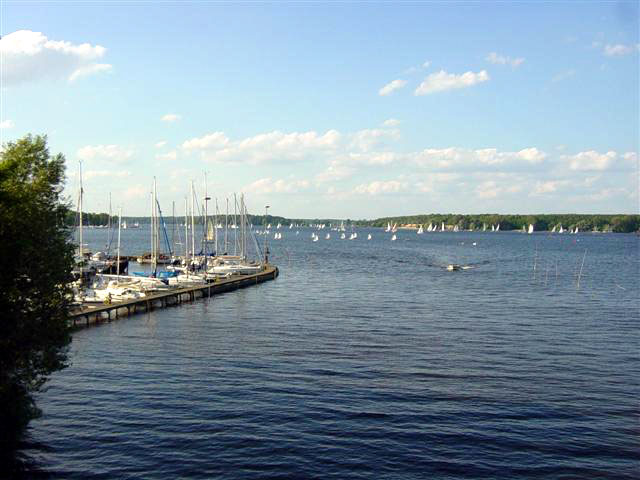
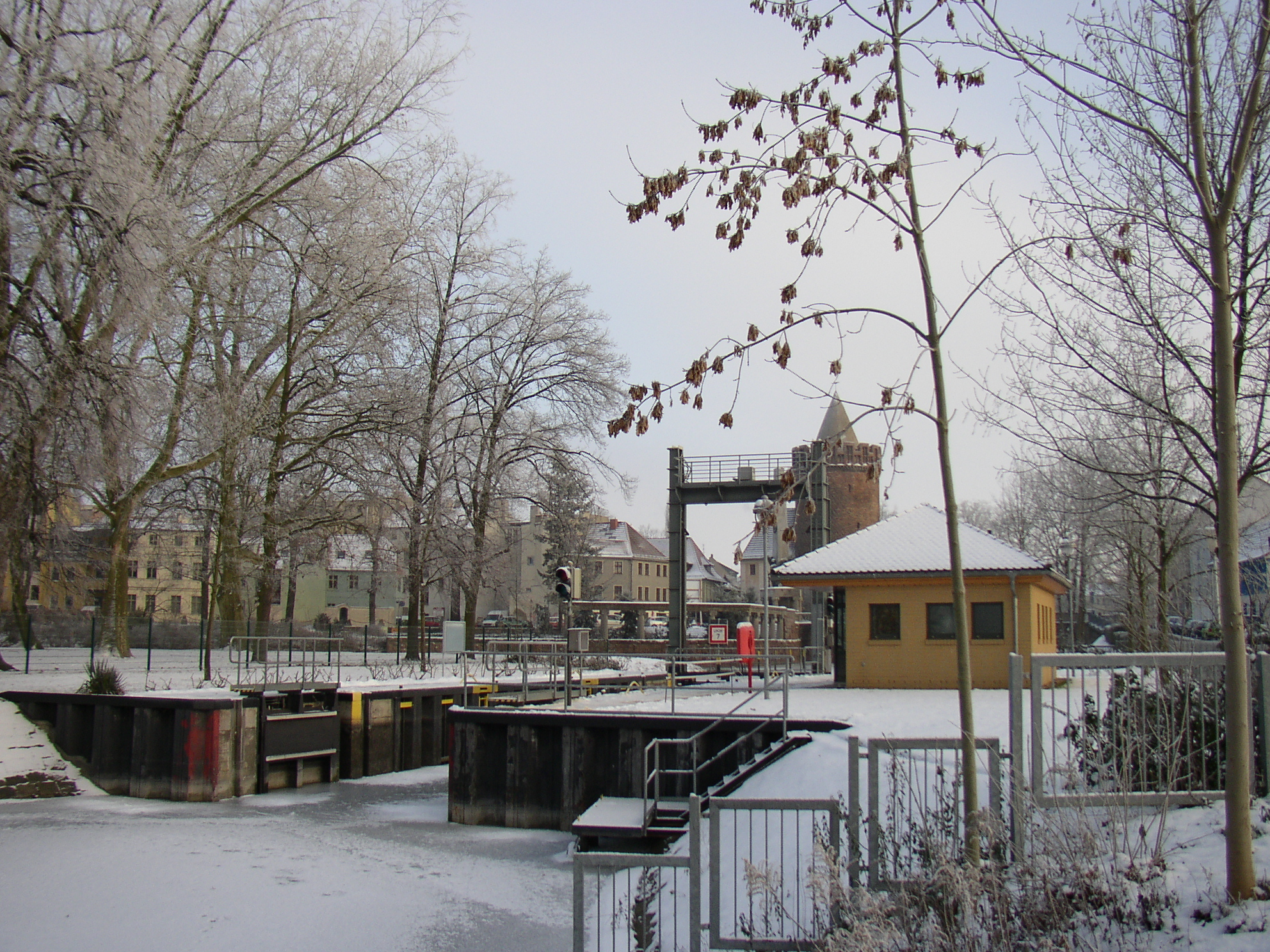
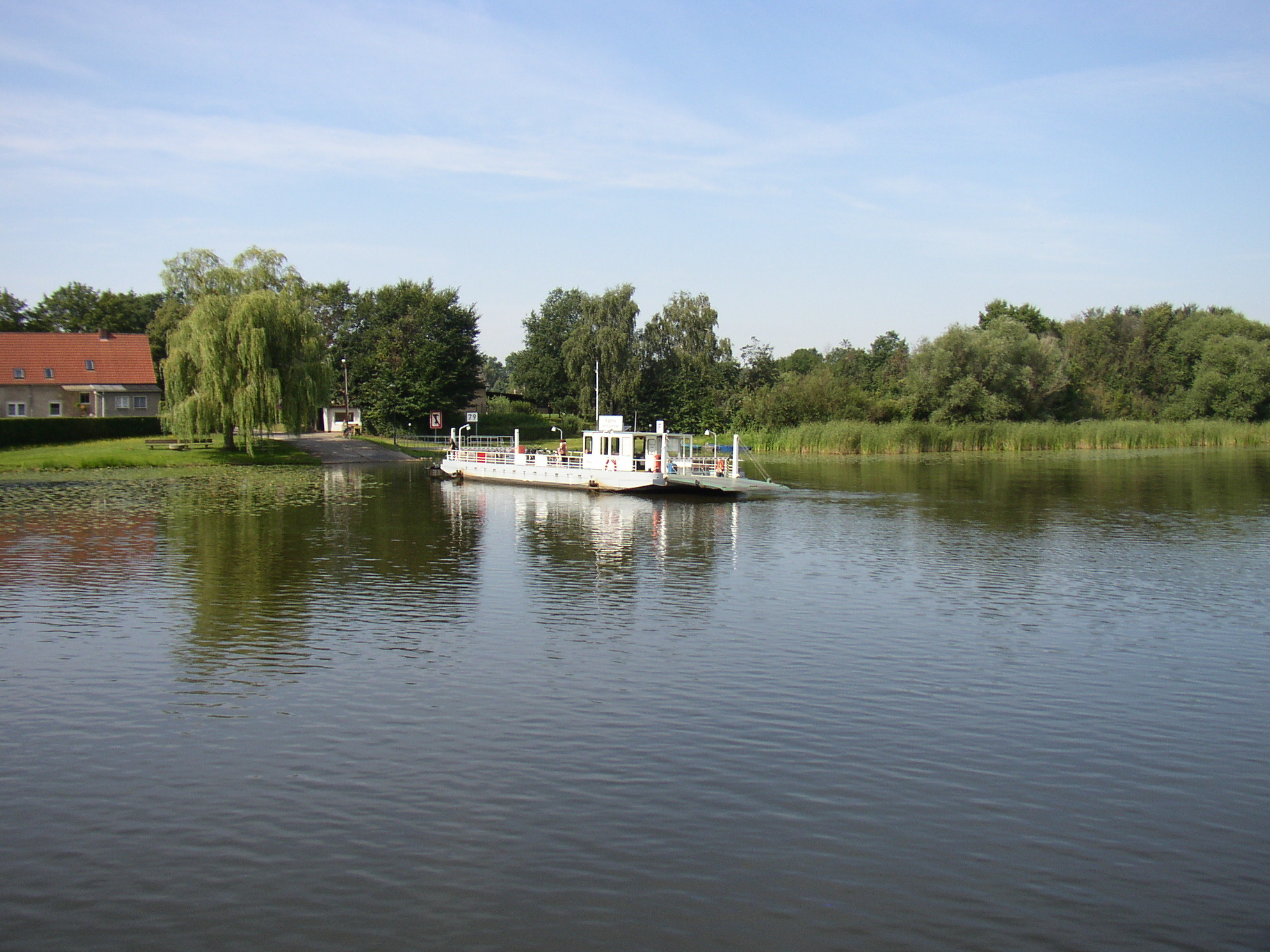
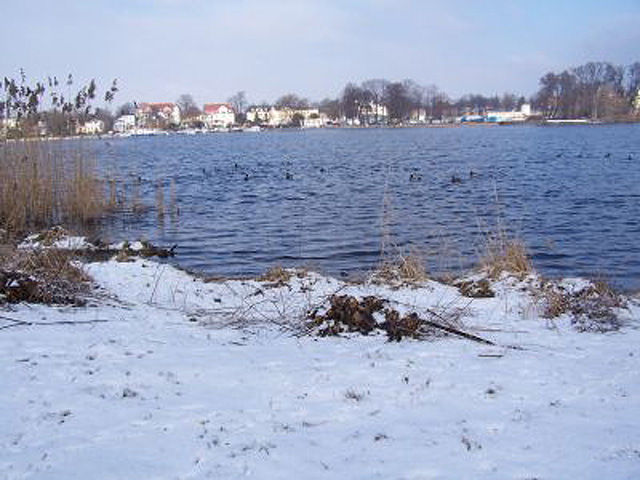
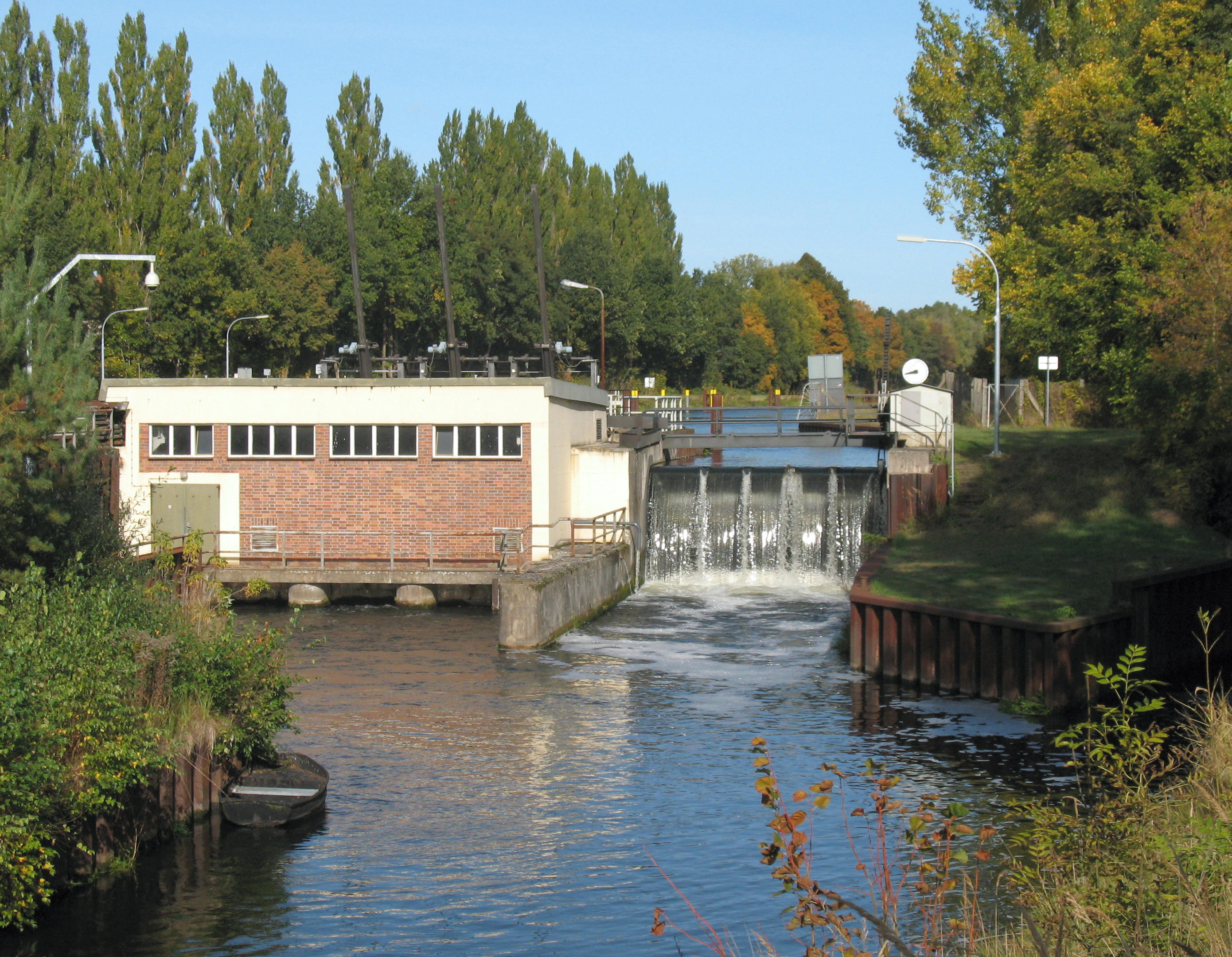
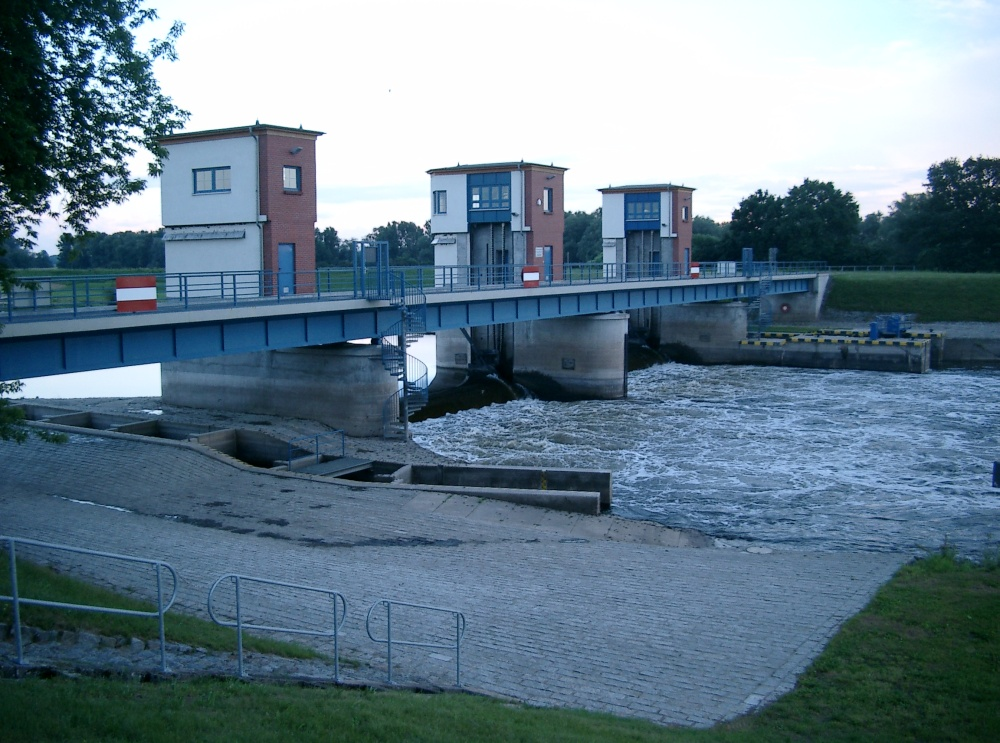
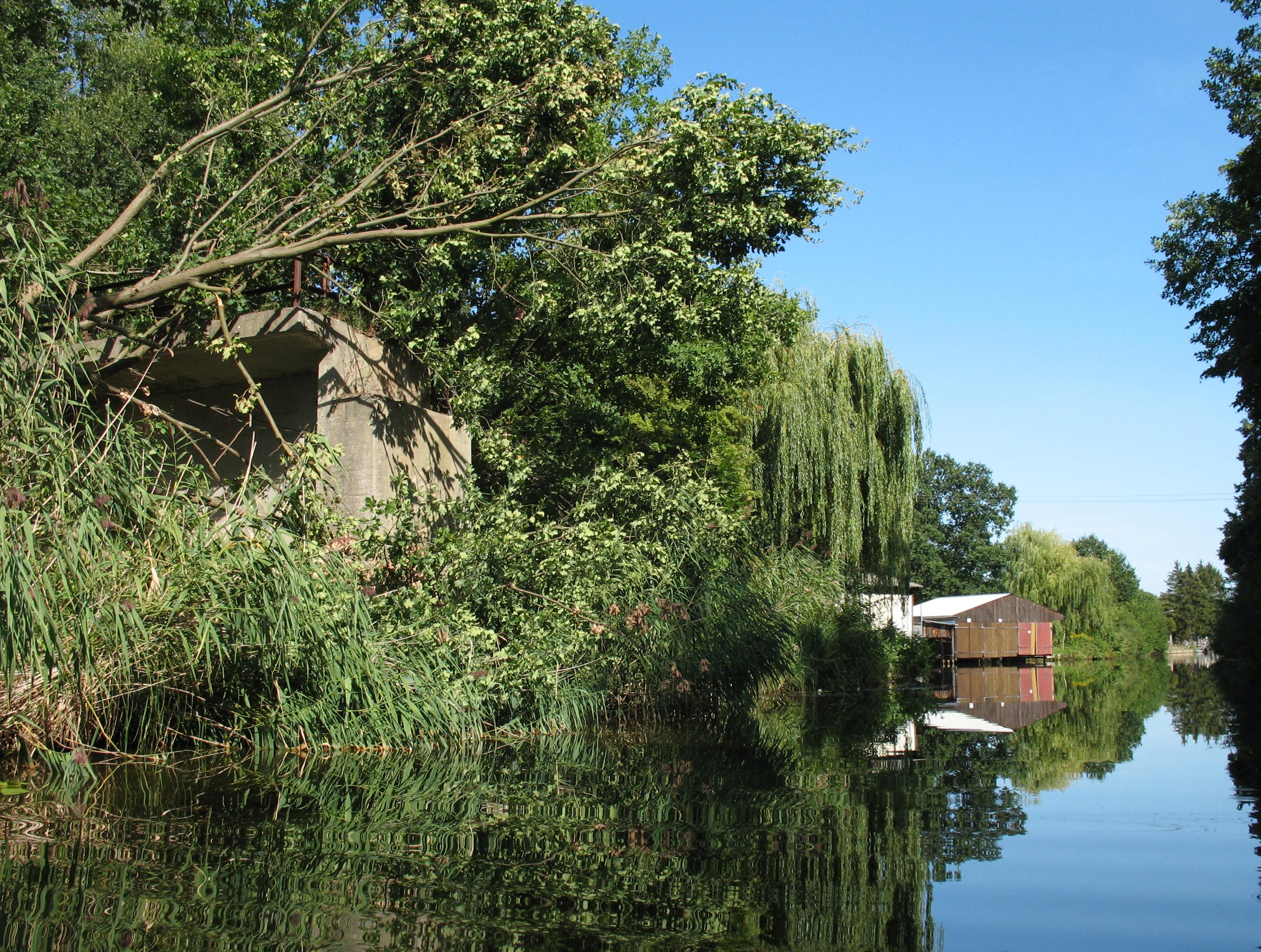
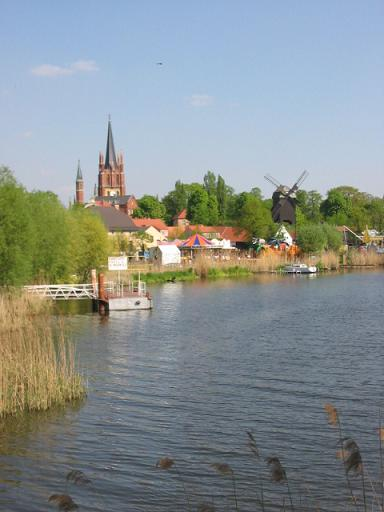
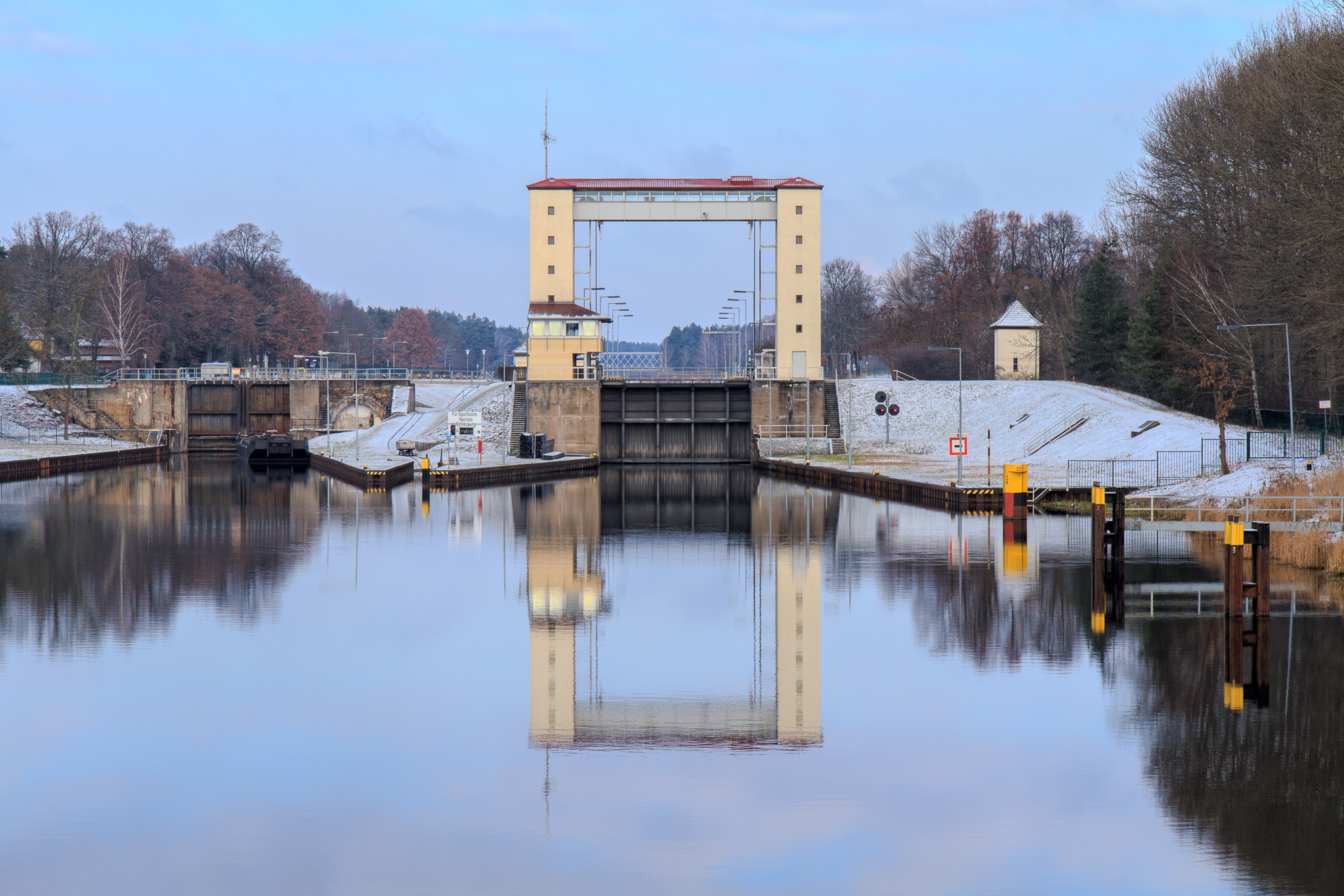